# Chiesa della Congregazione dei 63 sacerdoti
La chiesa della Congregazione dei 63 Sacerdoti (già San Carlo dei Sacerdoti) è una chiesa di interesse storico-artistico di Napoli. La struttura è locata nei Quartieri Spagnoli, in via Carlo De Cesare 30. La Congregazione era presente anche in altre città italiane, come ad esempio a Forlì, dove aveva sede nella scomparsa chiesa di Santa Maria della Grata.

## Storia e descrizione
Il tempio, di epoca barocca, ha assunto l'attuale denominazione quando fu ceduto alla Congrega di San Carlo dei Sacerdoti; questa era formata appunto da 63 religiosi. Inoltre, per lungo tempo fu soprannominata "del Carminiello", poiché la tela della Vergine del Carmine, che custodiva all'interno, fu ritenuta miracolosa.
Nel XVIII secolo la chiesa subì varie ristrutturazioni; riconducibili proprio a questo lasso di tempo sono il pavimento maiolicato e le pregevoli decorazioni rococò dell'intera navata.
Attualmente la chiesa è chiusa, mentre le opere d'arte sono conservate nei depositi della Sovrintendenza.
Nella chiesa v'è la sepoltura del musicista Francesco Nicola Fago (Taranto, 1677 - Napoli, 1745), uno dei capostipiti della gloriosa scuola musicale napoletana del '700.